# Vol USA Jet Airlines 199
Le vol USA Jet Airlines 199 (numéro de vol : JUS199) était un vol cargo international reliant Shreveport, aux États-Unis, à Saltillo, au Mexique. Le 6 juillet 2008, le Douglas DC-9 qui effectuait ce vol s'est écrasé durant la phase d'approche vers l'aéroport international de Saltillo, entrainant la mort du commandant de bord ; le copilote a été grièvement blessé et transporté à l'hôpital.

## Aéronef

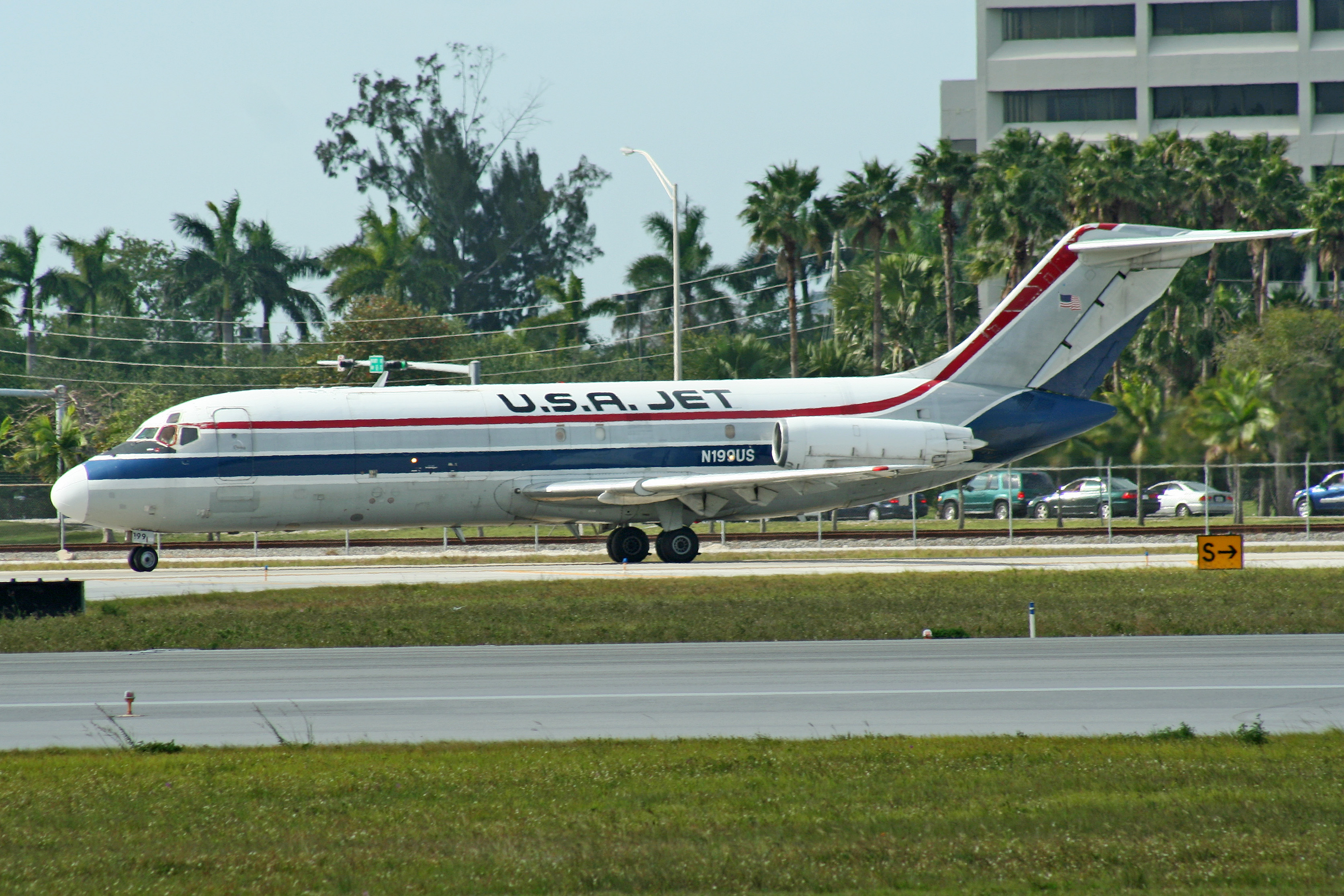
N199US, le Douglas DC-9 de impliqué, photographié trois mois avant l'accident.

L'appareil impliqué était un Douglas DC-9-15F, un biréacteur à fuselage étroit équipé de deux moteurs Pratt & Whitney JT8D-7B, immatriculé N199US (numéro de série 47153) et construit en 1967 ; il s’agit du 185ème DC-9 fabriqué dans les ateliers de McDonnell Douglas, à Long Beach, en Californie. 
Il a été initialement livré à Continental Airlines le 18 octobre 1967, avec comme immatriculation N8910. À partir du 24 juin 1972, la compagnie aérienne loue l‘appareil à Southern Airways, qui l'a ensuite rendu le 31 août de cette année. Hughes Airwest (en) rachète ensuite l‘appareil en juin 1972 et le réimmatricule N9350. À partir du 1er octobre 1980, l‘appareil appartient à la flotte de Republic Airlines. Par la suite, il a été converti en avion cargo en 1984 et acquis par USA Jet Airlines (en) le 1er juillet 1996. De sa mise en service jusqu‘au jour de l‘accident, il comptabilisait 54 141 heures de vol et 69 161 cycles (décollage/atterrissage).

## Équipage
Il n'y avait qu'un équipage de deux personnes à bord de ce vol, composé d'un commandant de bord et d'un copilote. Le commandant volait pour USA Jet Airlines (en) depuis le 2 mars 1998. Il détenait les qualifications de type sur Boeing 737, Douglas DC-9 et Diamond DA20. Il totalisait 7 146 heures de vol, dont 2 587 heures sur DC-9. Le copilote volait depuis le 5 février 2008 pour la compagnie aérienne. Sur les 6 842 heures de vol qu'il a effectuées, il n'en a fait que 88 sur DC-9.

## L'accident
Le 5 juillet, le DC-9 a décollé de Détroit, dans le Michigan, à destination d'Hamilton, au Canada, pour récupérer des pièces automobiles à livrer au Mexique. Il a ensuite redécollé vers Shreveport, en Louisiane, où il est arrivé à 23 h 19, heure locale, avant de redécollé à 23 h 48 pour la dernière partie du vol vers Saltillo, au Mexique. 
Lors de l'approche finale, alors effectuée de nuit et dans une zone de mauvaise visibilité, avec des conditions météorologiques difficiles, l'équipage a mal identifié la piste 35 de l'aéroport et a tenté une remise de gaz, mais sans succès. Neuf secondes plus tard, après une approche non stabilisée, le vol 199 s'est écrasé dans une zone industrielle à seulement 800 m au nord de l'aéroport. Le DC-9 s'est désintégré à l'impact et a brûlé au sol. Le commandant est décédé et le copilote a été grièvement blessé.

L'épave de l'avion
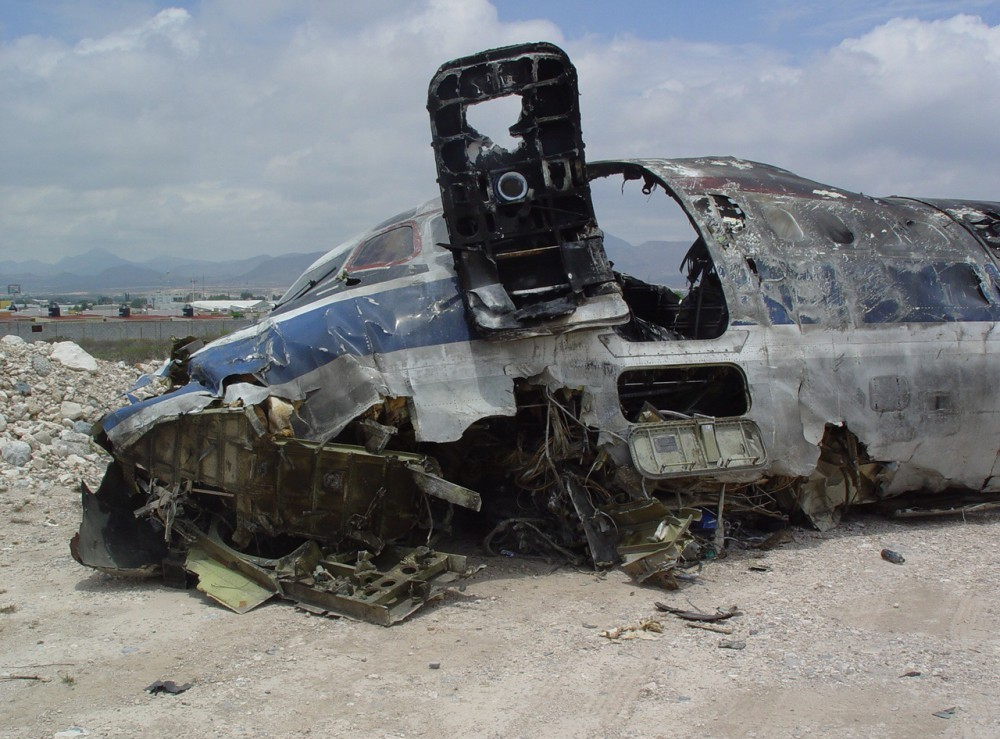
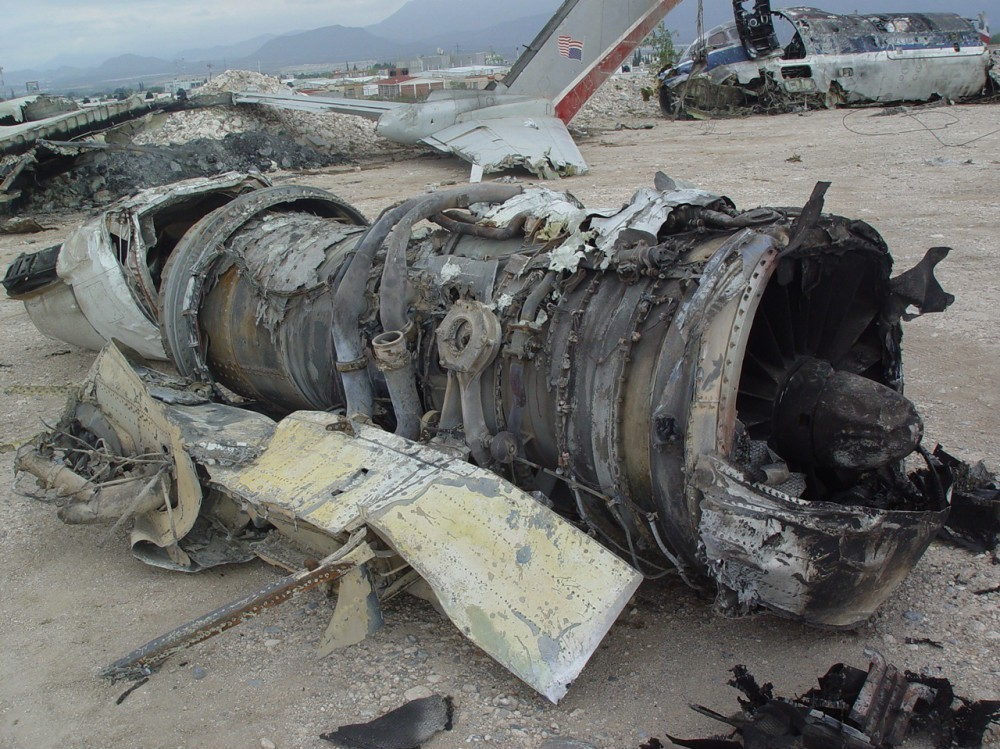

## Causes
L'Agencia Federal de Aviación Civil (AFAC) a enquêté sur l'accident, en collaboration avec plusieurs enquêteurs du Conseil national de la sécurité des transports (NTSB), qui a désigné Robert Benzon comme son représentant accrédité. Le rapport final indique que les causes probables de l'accident du vol 199 sont la poursuite d'une approche finale instable sans avoir la piste en visuel et la perte de contrôle qui en a résulté lors de la remise des gaz. 
Les enquêteurs ont noté comme facteurs contributifs la fatigue de l'équipage, le suivi inadéquat des procédures de vol standard, les conditions météorologiques difficiles à l'aéroport et l'expérience de vol limitée du copilote sur ce modèle d'avion.

## Quellen
- Rapport d'accident DC-9-15, N199US, Réseau de sécurité aérienne
- CRASH D'UN DOUGLAS DC-9-15F À SALTILLO : 1 TUÉ, B3A – Bureau of Aircraft Accident Archives
- Historique opérationnel DC-9-15, N199US, planespotters.net